# Friedrich Adolph Wislizenus
Friedrich Adolph Wislizenus, Frederick Adolph Wislizenus (ur. 21 maja 1810 w Königsee, zm. 23 września 1889 w Saint Louis) – niemiecko-amerykański lekarz i przyrodnik.
Urodził się jako najmłodszy z trojga dzieci ewangelickiego pastora Johanna Christiana Antona Wislizenusa (1754–1814) i Margarethy z domu Beck. Miał brata Wilhelma Eduarda (1805–1892) i siostrę Luise Natalie (1808–1903), po mężu Bamberg. 
Gdy rodzice zmarli, Friedricha wychowywał przyrodni brat. Uczęszczał do gimnazjum w Rudolstadt, miał studiować teologię i pójść w ślady ojca. Wybrał jednak studia przyrodnicze, najpierw na Uniwersytecie w Jenie, potem w Getyndze i Tybindze. 
3 kwietnia 1833 brał udział w tzw. Frankfurter Wachensturm, nieudanej próbie opanowania Frankfurtu nad Menem i rozpoczęcia rewolucji w Niemczech. Gdy przewrót się nie udał, udało mu się uciec do Strasburga, a stamtąd do Zurychu. Tam w 1834 roku uzyskał tytuł doktora medycyny. Następnie wyemigrował do Stanów Zjednoczonych i od 1835 roku praktykował w Nowym Jorku. Po dwóch latach przeniósł się do Mascoutah (Illinois). Od 1839 mieszkał w Saint Louis; tam poznał George'a Engelmanna. Był członkiem Academy of Science in St. Louis i Missouri Historical Society. 
23 lipca 1850 ożenił się w Konstantynopolu z Lucy Crane (ur. 3 kwietnia 1822 w Berkley, zm. 28 kwietnia 1895 w St. Louis), mieli pięcioro dzieci: Fredericka (1851-1940), Florę Luise (1855-1882), Caroline po mężu Pitzmann (1858–1936), Edwarda (1864–1926) i Louise Natalie (1865–1882).
Poza praktyką lekarską zajmował się intensywnie botaniką, z czasem także meteorologią. Pod koniec życia stracił wzrok. 
Korzenie rodziny Wislizenusa (a także wytłumaczenie dość nietypowego nazwiska) znajdują się w Polsce, w mieście Wiślica, skąd, pod koniec XVI wieku, protestancki pastor, Jan Wiślicki, przeniósł się na Węgry. Te okazały się jedynie przystankiem- w miarę upływu lat rodzina Wiślickich emigrowała do Niemiec. Istnieje wiele wariacji nazwiska- „Wislitzer”, „Wislicen”, „Wisliceny” oraz zlatynizowana forma „Wislicenus”.